# Borowyzja (Tscherkassy)
Bobrowyzja (ukrainisch Боровиця; russisch Боровица Borowiza) ist ein Dorf in der zentralukrainischen Oblast Tscherkassy mit etwa 1800 Einwohnern.

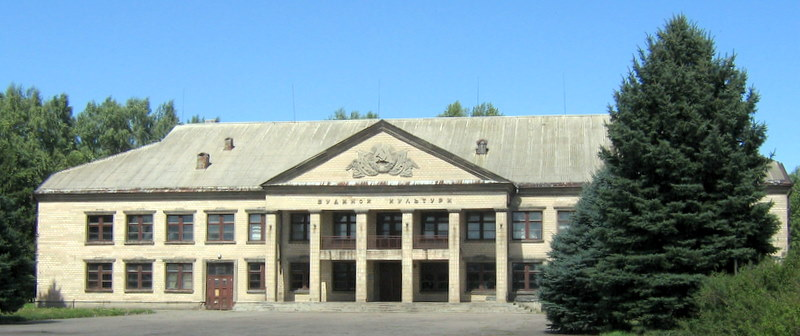
„Haus der Kultur“ in Bobrowyzja

Bobrowyzja liegt am Ufer des zum Krementschuker Stausee angestauten Dnepr.
Über die Regionalstraße P–10 gelangt man nach 28 km in Richtung Südosten zum ehemaligen Rajonzentrum Tschyhyryn und in die Gegenrichtung nach 45 km in die Oblasthauptstadt Tscherkassy.
Am 17. August 2018 wurde das Dorf ein Teil der neugegründeten Landgemeinde Sahuniwka, bis dahin bildete es die gleichnamige Landratsgemeinde Borowyzja (Боровицька сільська рада/Borowyzka silska rada) im Norden des Rajons Tschyhyryn.
Am 17. Juli 2020 kam es im Zuge einer großen Rajonsreform zum Anschluss des Rajonsgebietes an den Rajon Tscherkassy.